# Weegbreefonteinkruid
Weegbreefonteinkruid (Potamogeton coloratus) is een vaste plant, die behoort tot de fonteinkruidfamilie (Potamogetonaceae). De soort staat op de Nederlandse Rode lijst van planten als een soort die in Nederland zeer zeldzaam en stabiel of toegenomen is. De plant komt van nature voor in Europa, Zuidwest-Azië en Noord-Afrika. Het aantal chromosomen is 2n = 28. In andere publicaties wordt 2n = 26 genoemd.
De plant wordt 30 - 60 cm lang en vormt kruipende, vertakte wortelstokken. De dunne, vaak roodachtige bladschijf is doorschijnend en duidelijk netvormig geaderd. De bladschijf van de drijvende bladeren is 2 - 4 maal zo lang als de bladsteel en bij de bladvoet het breedst. De ondergedoken bladeren zijn 7 - 17,5 cm lang en 1 - 3 cm breed en hebben een zeer korte bladsteel (bijna zittend).
Weegbreefonteinkruid bloeit vanaf mei tot in augustus met groene bloempjes. De bloeiwijze is een tot 10 (15) cm lange aar, waarvan de steel niet verdikt is.
De 1,5 - 2 mm lange en 1 - 1,3 mm brede, stompe en gekielde vrucht is een nootje.

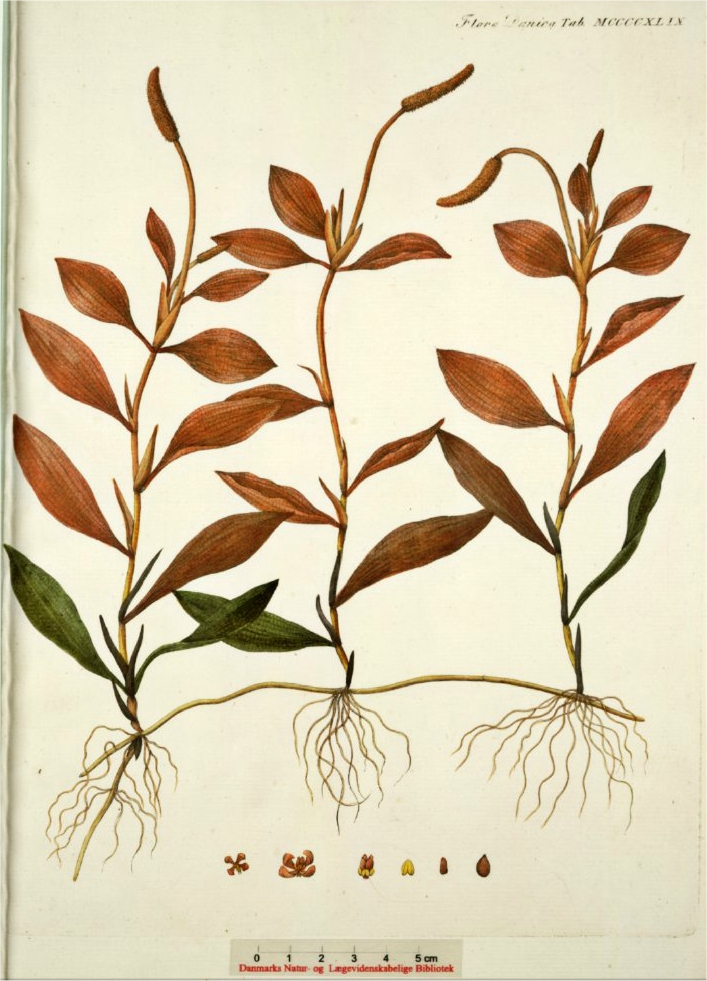
Weegbreefonteinkruid

## Voorkomen
Weegbreefonteinkruid groeit op een zand- of kleibodem in zonnig, stilstaand tot rustig stromend, ondiep, kalkrijk en voedselarm, zoet tot brak water. De plant is zeer gevoelig voor verontreinigingen.